# Rocket 88
Singles de Jackie Brenston and his Delta Cats
My real gone rocket
Rocket 88 (originellement typographié Rocket "88") est une chanson américaine de rhythm and blues écrite par Ike Turner et interprétée par Jackie Brenston. Certains historiens et chercheurs considèrent ce morceau comme le tout premier rock'n'roll de son histoire.
Cette chanson est incluse dans la sélection des 660 « chansons qui ont façonné le rock 'n' roll » du Rock and Roll Hall of Fame.

## Histoire
Bien que le saxophoniste Jackie Brenston, qui interprète la chanson, en soit souvent crédité comme l'auteur, il s'avère que celle-ci est en grande partie l'œuvre du jeune Ike Turner, alors âgé de 19 ans et fondateur des Kings of Rhythm. Le morceau est enregistré à Memphis le 5 mars 1951, dans le studio du jeune producteur Sam Phillips. Celui-ci vend la chanson à Chess Records, qui l'édite en single en avril, sous le nom de « Jackie Brenston & his Delta Cats », avec Come Back Where You Belong sur la face B. Deux autres titres, enregistrés le même jour, sont crédités à « Ike Turner & The Kings of Rhythm ».
La chanson est inspirée du Cadillac Boogie de Jimmy Liggins, publié en 1947. Dans les paroles, Brenston remplace la vieille Cadillac par la nouvelle Oldsmobile Rocket Hydra-Matic 88. La mélodie est quasiment la même, mais le son est différent, nouveau, essentiellement à cause des musiciens et des circonstances de la session.
De fait, l'interprétation sauvage de ce morceau, par les cinq musiciens de la session, est atypique pour l'époque : « L'amplification saturée de la guitare électrique de Willie Kizart, les glissandos périlleux et les triolets frénétiques du piano d'Ike Turner (...), les hurlements post-mélodiques du saxophone de Raymond Hill, le son de poubelle de la batterie de Willie Sims et celui, cru et consciencieusement dégénéré, du chant, des cris et autres glapissements de Jackie Brenston... », le classent parmi les précurseurs de l'histoire du rock. Le jeu de piano de Turner inspirera notamment celui de Little Richard pour son titre Good Golly, Miss Molly. Sam Phillips a été encore plus précis sur le « son de la guitare » du morceau, quand il a expliqué au critique Robert Palmer : « Ce jour-là, Willie Kazart est arrivé au studio avec le cône de son ampli bousillé, car il venait de faire tomber l'ampli. Le son était complètement distordu, mais m'a quand même plu parce que ça sonnait original, nouveau. On l'a rafistolé comme on a pu avec du ruban adhésif et on a enregistré comme ça : le son bizarre de “saxo étouffé” qu'on entend, c'est en fait ce qui est vraiment sorti de l'ampli guitare à cette session, légèrement “poussé” »,
Rocket 88 entre dans le classement Rhythm & Blues du Billboard à la fin du mois d'avril, pour atteindre la première place en juin et rester cinq semaines consécutives à cette place. Ce single est la deuxième meilleure vente de l'année 1951 aux États-Unis, dans la catégorie R&B.
Devant tant de succès, ils enregistrent une suite intitulée My Real Gone Rocket, trois mois plus tard, mais sans rencontrer le même succès. Bientôt, Turner finit par prendre ombrage de la popularité de son coéquipier et les deux hommes ne tardent pas à se séparer. Quand ils se reformeront, quelques années plus tard, Turner interdira à Brenston de chanter Rocket 88 en public.
Sam Phillips, voyant l'argent que Chess a gagné à sa place, se décidera à créer son propre label l'année suivante, baptisé Sun Records. Bien que ce soit lui qui ait découvert et, le premier, enregistré Elvis Presley, en 1954, il déclarera que Rocket 88 constitue le premier succès du rock 'n' roll.

## Reprises
Saisissant la balle au bond, Bill Haley enregistre une version de Rocket 88 avec son groupe The Saddle-Men, publiée sur le label Holiday en juillet 1951. Il est le premier musicien blanc à faire une reprise d'un no 1 de rhythm and blues.
Trente ans plus tard, en 1981, Ian Stewart produit l'album Rocket 88, qui commence par une version instrumentale live de ce morceau, sur laquelle jouent Alexis Korner à la guitare électrique, Jack Bruce à la basse, Charlie Watts à la batterie, Bob Hall ou George Green au piano et une section de 4 cuivres
La chanson a aussi été enregistrée notamment par :
- Pete Johnson
- James Cotton - 100% Cotton, 1974
- Muddy Waters, Johnny Winter et James Cotton - Breakin' It Up, Breakin' It Down, 1977
- Rufus Thomas - The Sun Studio Story, 1995
- Bob Hall - Shufflin the Boogie, 1999
- James Cotton avec Jimmie Vaughan - 35th Anniversary Jam, 2002
- Bernard Allison - Live at the Jazzhaus, 2011